# 2 Zapasowy Pułk Saperów
2 Zapasowy Pułk  Saperów (2 zappsap) – oddział saperów Wojska Polskiego.

## Historia
Pułk został sformowany, zgodnie z dyrektywami Sztabu Generalnego Armii Czerwonej nr org. 1/1640 i 1/1642 z 28 kwietnia 1944 o formowaniu jednostek zapasowych, w myśl rozkazu dowódcy 1 Armii Polskiej w ZSRR, według etatu 012/148. Według etatu pułk miał liczyć 253 żołnierzy i oficerów stanu stałego i 1134 ludzi stanu zmiennego. Pułk formowano na podstawie rozkazu dowódcy 1 Armii Polskiej w ZSRR  nr 05/OU z 7 maja 1944 r. Pułk przeznaczony do przygotowania rezerw organizujących się jednostek saperskich i uzupełnienia strat poniesionych w walkach przez jednostki inżynieryjne.
Do organizowania pułku przystąpiono 21 maja 1944 w m. Liebiedin w rejonie Sum. Początkowo pułk podporządkowano Sztabowi Głównemu Formowania Armii Polskiej w ZSRR, a z chwilą powstania Wojska Polskiego przeszedł w podporządkowanie szefa mobilizacji i formowania.  Następnie na podstawie rozkazu Naczelnego Dowódcy WP  nr 60/org. z 15.11.1944 r. został podporządkowany dowódcy wojsk inżynieryjno-saperskich WP. Żołnierzy szkolono w dwu profilach zasadniczym i doskonalącym. Zależało to od stopnia przygotowania wojskowego zmobilizowanych. Dla przeszkalanych szkolenie wynosiło 1 miesiąc, a dla nieprzeszkolonych wynosiło 2 miesiące. W szkole podoficerskiej szkolenie trwało 5 miesięcy. Były przypadki wcześniejszej promocji na stopień podoficerski i kierowania do jednostek.
Na początku lipca 1944 r. pułk opuścił rejon formowania i zgodnie z rozkazem dowódcy 1 Armii WP został dyslokowany do kraju, na tereny wyzwolone. Rejonem pośrednim dyslokacji była miejscowość Lewkowo koło Żytomierza. Od 22  sierpnia 1944 pułk przeniesiono do Jarosławia, gdzie był dyslokowany do końca wojny. Stan osobowy pułku na 22 września 1944 wynosił: oficerów – 49 (etat 70), podoficerów – 166 (etat 146), elewi – 487 (etat 216), szeregowi – 1583 (etat 955). Nadetatowe stany powodowały utrudnienia w organizacji zaopatrzenia, uzbrojenia i szkolenia. Żołnierze byli niejednokrotnie uzbrojeni, lecz nie umundurowani (do czasu dostarczenia mundurów, niejednokrotnie kilka dni). Były kłopoty z zakwaterowaniem, dowozem żywności. Brak odzieży powodował masowe przeziębienia. Pomimo krótkiego okresu działalności pułk wyszkolił 815 podoficerów i 4765 szeregowców saperów.
Wiosną 1945 pułk brał udział w walkach ze zbrojnym podziemiem – oddziałami UPA oraz zabezpieczał przed powodzią mosty na terenie południowej Polski. Pułk ochraniał przed krą 6 mostów w województwie rzeszowskim. Saperzy pułku wykryli i przekazali organom Milicji Obywatelskiej magazyn bomb lotniczych w Wadowicach.
Zapasowy pułk saperów prowadził również akcję rozminowania. Brały w niej udział głównie dwa bataliony — 899 żołnierzy. Rozminowanie prowadził pułk w 2 etapach. Pierwszy etap rozpoczęto w okolicach Dębicy, Tarnowa, drugi na terenie południowej części województwa krakowskiego w rejonach Bielska i w okolicach granicy z Czechosłowacją. W czasie rozminowania pododdziały pułku sprawdziły 14 399 ha ziemi, 2000 miejscowości, 51 miast, 8306 km dróg. Unieszkodliwiły około 160 000 min, 914 bomb lotniczych oraz około 200 tys. sztuk różnej amunicji. Podczas rozminowania straty pułku wyniosły 16 zabitych (w tym: 3 oficerów i 9 podoficerów) i 36 rannych żołnierzy.  Akcję rozminowania pułk zakończył w pierwszych dniach września 1945.
Zgodnie z rozkazem 2 Zapasowy Pułk Saperów rozformowano do 15 września 1945, a jego skład osobowy i sprzęt wykorzystano na uzupełnienie innych jednostek saperskich. Przez szeregi 2 zpsap, głównie jego szkoły podoficerskiej, przeszła znaczna liczba późniejszej kadry oficerskiej wojsk inżynieryjno-saperskich.

## Dowódcy
- ppłk. Piotr Bakutin

## Oficerowie
- ppor. Paweł Targosz – zastępcą ds polityczno-wychowawczych, a od 8 sierpnia 1944 chor. Władysław Mydłowski,
- ppłk  Mikołaj Simończuk – zastępca ds. liniowych,
- mjr. Jan Biełousow – szef sztabu pułku, następnie mjr Stanisław Janowlis,